# Redfield (Iowa)
Redfield – miasto w Stanach Zjednoczonych, w stanie Iowa, w hrabstwie Dallas. W 2000 liczyło 833 mieszkańców.